# 7378 Гербертпальме
7378 Гербертпальме (7378 Herbertpalme) — астероїд головного поясу, відкритий 2 березня 1981 року.
Тіссеранів параметр щодо Юпітера — 3,198.